# 1545 en science
| Années de la science : 1542 - 1543 - 1544 - 1545 - 1546 - 1547 - 1548    |
| Décennies de la science : 1510 - 1520 - 1530 - 1540 - 1550 - 1560 - 1570 |

Cet article présente les faits marquants de l'année 1545 en science.

## Événements
- À la suite de la publication de l'Ars magna de Girolamo Cardano, une querelle éclate pour savoir qui de Scipione del Ferro ou de Niccolo Fontana Tartaglia a trouvé la solution des équations du troisième degré[1].
- Fondation des Jardins botaniques de Padoue et de Florence[2].

## Publications
- Georgius Agricola : De natura eorum quae effluunt e terra, 1545 ;
- Girolamo Cardano : Ars magna, sive de regulis algebraicis liber unus, Nuremberg, 1545, trad. : Le grand art ou Les règles algébriques ; il donne une méthode pour résoudre les équations du troisième degré[3].
- Charles Estienne : De dissectione partium corporis humani libri tres, (1545) (La Dissection des parties du corps humain divisée en trois livres, Paris : Simon de Colines, 1546, traduction française). L'ouvrage contient entre autres la première mention des valves veineuses du foie ;
- Gemma Frisius : De Radio astronomico et geometrico, Anvers, 1545 ;
- Ambroise Paré : La méthode de traicter les playes faictes par hacquebutes et aultres bastons à feu et de celles qui sont faictes par flèches, dardz et semblables, aussy des combustions spécialement faictes par la pouldre à canon. Vivant Gaulterot, Paris, 1545,  puis un Traité sur l'accouchement et l'anatomie.
- Walther Hermann Ryff : Traité de chirurgie, L'auteur y  propose une technique novatrice basée sur l'utilisation de crochets dans le cadre d'une phlébectomie. Le principe est encore utilisé de nos jours ;
- Johannes Scheubel : De Nvmeris et Diversis Rationibvs seu Regulis computationum Opusculum, a Ioanne Scheubelio compositum….

## Naissances

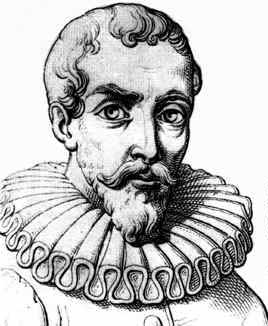
Guidobaldo del Monte.

- 11 janvier : Guidobaldo del Monte (mort en 1607), mathématicien, physicien,  astronome et philosophe italien. Ses travaux de statique annoncent la notion de travail mécanique. Il développa de nouvelles méthodes de calcul du centre de gravité pour des surfaces et des volumes variés.
- John Gerard (mort en 1611 ou 1612), botaniste anglais.
- Rumold Mercator (mort en 1599), cartographe.
- Vers 1545 : Valentin Otho (mort en 1605), mathématicien et astronome allemand.

## Décès
- 3 mai : Ludovico Boccadiferro (né vers 1482), philosophe et médecin italien

- Francisco de Orellana, navigateur et explorateur espagnol.
- Christoff Rudolff (né en 1499), mathématicien allemand.
- Sancho de Tovar (né vers 1470), navigateur naturalisé portugais.